# Centro de Difusão de Tecnologia e Conhecimento
O CDTC, Centro de Difusão de Tecnologia e Conhecimento, é uma iniciativa conjunta do ITI - Instituto Nacional de Tecnologia da Informação e do Núcleo CDTC da UnB, com a participação da Companhia de Informática do Paraná (CELEPAR).
Em 2008, sua principal atividade é o uso da ferramenta Moodle para a oferta pública de dois conjuntos de cursos interativos via Internet; um voltado à comunidade em geral (e que não oferece certificados de conclusão de cursos), e outro voltado a servidores públicos (oferece certificados após o estabelecimento de um contato entre a empresa pública que emprega o aluno e o CDTC).
Com a troca de gestão do ITI - Instituto Nacional de Tecnologia da Informação ainda na gestão do presidente Lula, com a saída do Sociólogo Sérgio Amadeu da Silveira e a promoção do Filósofo Renato da Silveira Martini algumas iniciativas, consideradas das mais importantes foram descontinuadas e/ou abandonadas, tonando um órgão de expressão em uma espécie de departamento com muitos funcionários (todos comissionados) e nenhuma execução. Um dos programas atingidos pela nova gestão foi o próprio CDTC, descontinuado a algum tempo.